# CREロジスティクスファンド投資法人
CREロジスティクスファンド投資法人（シーアールーロジスティクスファンド）は、東京都港区に本部を置く投資法人。東証上場のJ-REIT。

## 概要
シーアールイーがスポンサーの物流施設特化型REITであり、資産運用会社はシーアールーイ100%子会社の「CREリートアドバイザーズ株式会社」である。
投資対象は、物流関連施設のみで、地域別では首都圏70%以上としている。組入物件は、シーアールイーが開発する物流施設「ロジスクエア」である。
2024年11月30日現在で、取得物件数21物件、取得価格合計159,504百万円である。

## 沿革
- 2016年（平成28年）5月12日 - 本投資法人の設立。資産運用会社は「ストラテジック・パートナーズ株式会社（現CREリートアドバイザーズ株式会社」
- 2016年（平成28年）6月1日 - 投信法第187条に基づく登録（登録番号 関東財務局長 第120号）
- 2016年（平成28年）7月27日 - 私募で運用会社（2物件取得）
- 2018年（平成30年）2月7日 - 東京証券取引所に上場